# Allan Wilson (Biologe)
Allan Charles Wilson (* 18. Oktober 1934 in Ngaruawahia, Neuseeland; † 21. Juli 1991 in Seattle) war ein neuseeländischer Biochemiker. Er war Professor an der University of California, Berkeley. Er war ein Pionier in der Anwendung molekularbiologischer Methoden in der Evolutionsforschung insbesondere beim Menschen.

## Leben
Wilson wuchs auf der Milchfarm seiner Eltern in Pukekohe 20 Meilen südlich von Auckland auf. Er ging in Auckland zur Schule und studierte an der University of Otago Biochemie und Zoologie mit Bachelor-Abschluss 1955 und an der Washington State University mit Master-Abschluss in Zoologie 1957. Er wurde 1961 an der Universität Berkeley in Biochemie bei Arthur Pardee promoviert (Biosynthese von Flavin in Bakterien). Als Post-Doktorand war er bei Nathan O. Kaplan an der Brandeis University. Ab 1964 war er in Berkeley mit einer vollen Professur für Biochemie ab 1972. Er starb an Leukämie.
Er war unter anderem Gastwissenschaftler in Harvard, St. Louis, Kansas, am Massachusetts Institute of Technology, in Israel und Kenia.

## Werk
Wilson erregte Aufmerksamkeit und war zu Lebzeiten noch stark umstritten für seine Arbeiten zur molekularen Evolution beim Menschen. Seine erste Arbeit über „molekulare Uhren“ (Anzahl von Mutationen) als Zeitmaßstab für menschliche Evolution veröffentlichte er ab 1967 mit Vincent Sarich. Er kam aus dem Vergleich des Erbguts von Mensch und Schimpanse – die, wie er fand, zu 99 % identisch waren – zu dem Schluss, dass die früheste Abspaltung 5 Millionen Jahre zurücklag, wesentlich später als Anthropologen damals schätzten. Sein Labor dehnte diese Untersuchungen der Evolution auf viele weitere Lebewesen aus (später auf Ancient-DNA-Forschung) und war stets an der Front der Forschung bei Einführung neuer Techniken (Rekombinante-DNA-Techniken, Polymerasekettenreaktion u. a.). Gleichzeitig verbreiteten sich die dort entwickelten Methoden über seine Schüler weltweit, darunter Svante Pääbo und Arend Sidow.
1987 folgte eine zweite aufsehenerregende Veröffentlichung über den Ursprung des anatomisch modernen Menschen (Homo sapiens) vor 200.000 Jahren in Afrika (African Eve, Mitochondriale Eva) in Nature (mit seinen Doktoranden Rebecca L. Cann und Mark Stoneking). Das ergab sich nach Wilson aus der Untersuchung der Mitochondrialen DNA verschiedener Menschenrassen. Auch dies stieß anfangs bei den Anthropologen auf Ablehnung, da sie der Idee einer gleichzeitigen Entwicklung in mehreren Erdteilen und aus verschiedenen Homonidenlinien (in Europa aus dem Neandertaler, in Asien aus Homo erectus) widersprach. Die These des Ursprungs in Afrika und der Nicht-Abstammung des Homo sapiens vom Neandertaler und dem asiatischen Homo erectus setzte sich aber später durch.

## Ehrungen, Herausgeberschaft, Mitgliedschaften
Er war Guggenheim Fellow (1972) und MacArthur Fellow (1986). Er war Mitglied der American Academy of Arts and Sciences und Fellow der Royal Society. Das 2002 gegründete Allan Wilson Centre for Molecular Ecology and Evolution in Neuseeland ist ihm zu Ehren benannt.
Wilson war Mitherausgeber des Journal of Molecular Evolution.

## Schriften
- mit Rebecca L. Cann: The Recent African Genesis of Humans. In: Scientific American. Band 266, Nummer 4, April 1992, S. 68–73, JSTOR:24939018.
- mit Axel Meyer, Thomas D. Kocher, Pereti Basasibwaki: Monophyletic origin of Lake Victoria cichlid fishes suggested by mitochondrial DNA sequences. In: Nature. Band 347, Nr. 6293, Oktober 1990, S. 550–553, doi:10.1038/347550a0.
- mit Rebecca L. Cann, Mark Stoneking: Mitochondrial DNA and human evolution. In: Nature. Band 325, Nummer 6099, Januar 1987, S. 31–36, doi:10.1038/325031a0.
- The Molecular Basis of Evolution. In: Scientific American. Band 253, Nummer 4, Oktober 1985, S. 164–173.